# Спайдергед
«Спайдергед» (англ. Spiderhead) — американський науково-фантастичний трилер режисера Джозефа Косинські за сценарієм Ретта Різа та Пола Верніка, заснований на антиутопічній новелі Джорджа Сондерса «Втеча з голови павука». Головні ролі у фільмі зіграли Кріс Гемсворт, Майлз Теллер та Джерні Смоллетт. Основні зйомки відбулися в Австралії під час пандемії COVID-19.
Реліз Спайдергед відбувся на Netflix 17 червня 2022 року.

## Сюжет
Спайдергед — це найсучасніша лабораторія, яка досліджує вплив дослідницьких хімічних речовин на організм. Піддослідні - це технічно в'язні держави, які є волонтерами проєкту. За участь у цьому дослідженні скорочується терміни їх покарання. Програму контролює чуйний і гостинний Стів Абнесті разом зі своїм помічником Марком. Суб'єкти проходять щоденні тести різних наркотиків, які змінюють їхні емоції та сприйняття довкілля. Одина з речовин — це «наркотик для кохання», який використовується для перевірки зв'язку між ув'язненими. В'язень Джефф, який все ще переживає свою минулу помилку вбивства своєї подруги за кермом у нетверезому стані, є одним із суб'єктів, яким дає згоду на цей наркотик. Під дією цієї речовини він займається сексом з двома жінками по ув'язненню. Пізніше, Стів просить вибрати, кому з цих жінок дати Даркфлокс - препарат, який викликає сильний фізичний і психологічний біль. Він відмовляється від вибору, стверджуючи, що нічого особливого не відчуває до когось із них після того, як дія любовного наркотику зникла. Однак у нього є почуття до іншої ув'язненої, Ліззі. Наступного дня Стів каже йому, що за нього зробили вибір «вище керівництво» і що молодшу з жінок, Хізер, потрібно ввести дозу, цей експеримент триватиме лише 5 хвилин. Джефф неохоче погоджується, і, на його жах, Хізер покінчила життя самогубством, перебуваючи під дією Даркфлокса, оскільки вона пошкодила пристрій, який вводить наркотики. Коли Стів вибігає з проєкційної кімнати, він кидає свій сумнозвісний набір ключів. Джефф хапає ключі й відкриває  ящик столу. Він виявляє, що немає ніякої «вищого керівництва» і що Стів справді є рушійною силою цих нелюдських експериментів. Назви наркотиків були створені за допомогою картки в бінго. Під час розмови з Ліззі з'ясовується, що Джефф вбив не тільки свого друга в автокатастрофі, але і свою дівчину. Ліззі обіймає його, вони цілуються. Марко стає настороженим щодо мотивів Стіва, і має на увазі, що вони з Джеффом розробляють план. Перехитривши наступний експеримент Стіва над Ліззі, Джефф змушує Стіва визнати справжню мету програми; для перевірки відповідності препарату, B-6. Інші ліки є лише побічним проєктом, який використовується для того, щоб піддати B-6 остаточному випробуванню. Поки ув'язнені погоджувалися на різні тести, вони насправді перебували під впливом наркотику послуху. Оскільки Марко і поліція наближаються до острова, Стів намагається втекти, а Джефф і Ліззі намагаються випередити своїх товаришів по ув'язненню, яким було наказано (під впливом B-6) зловити Джеффа і Ліззі. Стів врізається на своєму літаку в гору, імовірно, помирає, а Джефф і Ліззі на моторному човні відпливають в захід сонця.

## Актори
| Актор           | Роль         |
| --------------- | ------------ |
| Кріс Гемсворт   | Стів Абнесті |
| Майлз Теллер    | Джеф         |
| Джерні Смоллетт | Ліззі        |
| Марк Пагіо      | Марк Верлен  |
| Тесс Гаубріх    | Гезер        |
| Бебе Беттанкур  | Емма         |
| Сем Деліч       | Адам         |
| Джоуї Вієйра    | Мігель       |
| Деніел Рідер    | Райан        |
| Рон Смік        | Дейв         |
| Стівен Тонгун   | Рей          |
| Чарльз Парнелл  | Ноулз        |
| Натан Джонс     | Роган        |

## Український дубляж
- Дмитро Гаврилов — Стів Абнесті
- Дмитро Сова — Джеф
- Юлія Малахова — Ліззі
- Руслан Драпалюк — Марк Верлен
- Аліна Проценко — Гезер''
- А також: Ілона Бойко, Сергій Кияшко, Роман Солошенко, Вікторія Бакун, Дмитро Тварковський, Роман Молодій, Діна Куца

Фільм дубльовано студією «Le Doyen» на замовлення компанії «Netflix» у 2022 році.
- Режисер дубляжу — Павло Скороходько
- Перекладач — Федір Сидорук
- Звукооператор — Альона Шиманович
- Менеджер проекту — Мирослава Сидорук

## Виробництво

### Зйомка

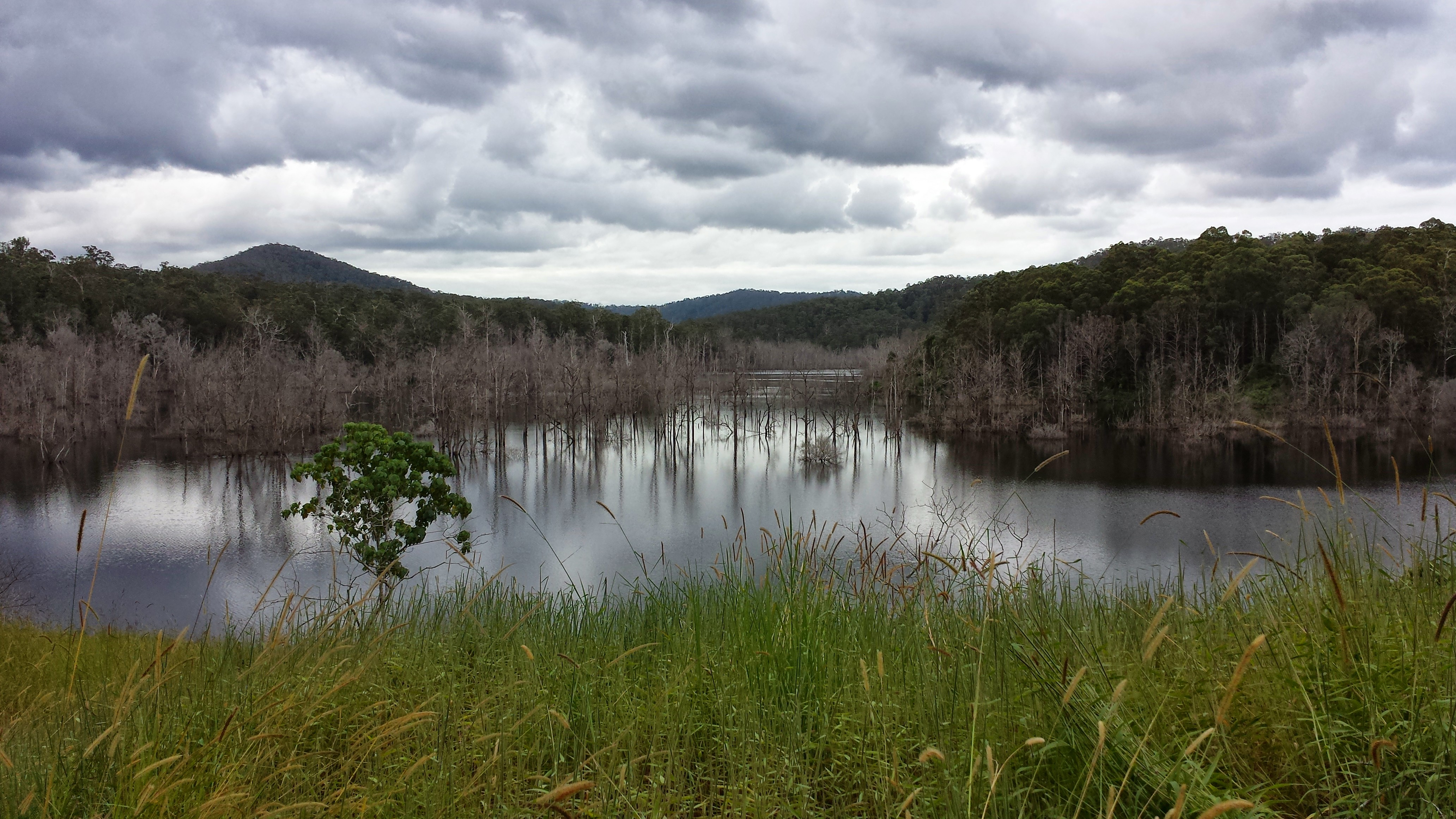
Зйомки проходили на дамбі Хінзе в Квінсленді, Австралія

Основні зйомки розпочалися на початку листопада 2020 року у Квінсленді, Австралія, у листопаді 2020 року після інвестиції австралійського уряду в розмірі 21,58 мільйона австралійських доларів, спільно з виробництвом серіалу «Її шматочки» (заманених до Сіднея з Британської Колумбії, Канада), щоб підняти національну економіку під час пандемії COVID-19. Прем'єр-міністр Квінсленду Анастасія Палащук заявила, що виробництво створить 360 місцевих робочих місць і принесе місцевій економіці близько 47 мільйонів австралійських доларів.

## Реліз
У рамках відео та листа до акціонерів у квітні 2021 року головний виконавчий директор Netflix Тед Сарандос підтвердив, що прем'єра фільму очікується в четвертому кварталі 2021 року . У квітні 2022 року було підтверджено, що фільм вийде в прокат 17 червня 2022 року .